# 王凱 (政治家)
王 凱（おう かい、ワン・カイ、1962年7月 - ）は、中華人民共和国の官僚、政治家。現職は河南省党委員会副書記兼河南省人民政府省長。

## 経歴
1962年7月、河南省洛陽市で生まれる。1983年9月に山西大学を卒業後、同年、中国共産党晋城市委員会党校に入局。1984年12月に中国共産党入党。1991年7月、中国共産党中央規律検査委員会案件審理室幹部に就任。
2001年4月、梧州市副市長に転出。2003年8月、梧州市党委員会常務委員兼組織部部長に就任。2006年9月、梧州市党委員会副書記に昇格。2008年2月、梧州市市長を兼務。2013年1月、玉林市党委員会副書記に転出。2013年2月、玉林市市長、同市人民政府党組書記を兼務。2014年1月、玉林市党委員会書記に昇格。2016年11月、広西壯族自治区党委員会常務委員を兼務。
2017年3月、吉林省党委員会常務委員兼組織部部長に転任。2019年4月、長春市党委員会書記に昇格。
2021年4月2日、河南省党委員会副書記兼河南省人民政府省長に転任。